# 金升淵
金 升淵（キム・スンヨン、김승연、1952年2月7日 - ）は、韓国の忠清南道の天安市出身の実業家。父親の金鍾喜（キム・ジョンギ）が亡くなった1981年からハンファグループの会長。ドーフォル大学卒業。グループを韓国財閥序列7位まで成長させた一方で、三度の逮捕歴がある。「ダイナマイト・ジュニア」の異名を持つ。弟に金昊淵（キム・ホヨン）ピングレ会長、妻は元内務部長官の徐廷和の娘。

## 経歴
- 1996年、西江（ソガン）大学で名誉経営学博士号を取得。 2006年、国連韓国協会会長に選任
- 2009年11月 韓国経営史学会第16回創業大賞を受賞
- 大韓アマチュアボクシング連盟会長などを歴任し、韓米交流協会会長、国連韓国協会会長、国際アマチュアボクシング連盟副会長、国際ボクシング発展財団(FBB)初代会長を務めている。 芸術の殿堂交響楽祭を10年以上後援し、2009年3月に芸術の殿堂から終身会員証を授与された[2]。
- 2011年8月初め、就任30年となった。 先代会長の突然の死去で会社を受け継いだこの30年間、ハンファは売上1兆ウォン（81年）から40兆ウォンを目標とする大企業に成長した。 金会長就任後30年間、ハンファは金融、電子、流通、レジャー、社会福祉の第3次産業を強化して成功的な第2創業期を過ごし、最近も東南アジア5ヵ国を回りながらビジネスの可能性を打診するなど旺盛な経営活動を続けている[3]。
- 2021年3月退陣から７年ぶりハンファ会長に経営復帰[4]。

## 経営実績
1981年就任1年で漢陽化学(現ハンファケミカル)と韓国ダウケミカルを買収、石油化学事業に進出し、続いて1983年京仁エネルギーの内国化に踏み切り売上を2倍以上増やし財界から「第2の創業」を成し遂げたと評価されている。 1985年、ジョンアグループ（現ハンファホテル&リゾート ）、1986年漢陽流通（現ハンファギャラリア）を買収し、第3次産業に進出した。 1986年にはビングレ・イーグルス（現ハンファイーグルス）を設立し、1990年には京郷新聞社を買収した。
1990年以後、海外進出を推進し、1993年アテネ銀行買収、1996年ハンガリーエンドスエズブダペスト銀行(現ハンガリーハンファ銀行)を買収したが、90年代中盤のIMF通貨危機体制下の企業構造調整時期を迎え苛酷な構造調整時期を経る。 この時期、ハンファバスプウレタン、ハンファエネルギー、ハンファ自動車部品などの会社を売却し、油絵事業の交換などの創造的構造調整で国内はもちろん産経新聞、ロイター通信などで「構造調整の魔術師」というニックネームを得ることになる。1999年、ホン·ソンギ大田市長から「他社の放棄で10年以上放置された大田の宿願事業」である大徳テクノバレー事業提案を受けた。 キム·スンヨン会長はグループ実務陣の反対にもかかわらず「地域発展のために積極的に検討せよ」と指示し大徳テクノバレーの事業化を推進した。 大徳テクノバレーは01年から9年間の事業期間を経て、09年11月5日に成功的な竣工式を行った。 大徳テクノバレーは既存の都市とは次元を異にする産業、住居、教育、文化、レジャーが調和した新概念の直走近接型先端複合団地として国内初の都市開発成功事例と評価されている。
2002年に買収した大韓生命は2010年に韓国取引所に上場され、2010年6月にはプルデンシャル投資証券およびプルデンシャル資産運用を買収する。 その後、中国ソーラーファンパワーホールディングスの持分を買収し、ハンファソーラーワンに名称を変更して太陽光産業に進出した。 2011年、中国地域に事業拡大のためハンファチャイナを設立するなど30年間会長として在職し、ハンファグループを売上27倍、総資産115倍、当期純利益223倍成長させた。
2011年10月5日、「ハンファ共生発展7大総合プロジェクト」を選定し、｢共生、環境にやさしい、福祉」など企業の社会的責任を果たすための具体的な実行に乗り出した。 ハンファの共生発展モデルの核心テーマを「共生、環境にやさしい、福祉」分野に分けて推進プロジェクトを選定し、中小企業型事業の撤退、協力会社への支援、環境にやさしい社会貢献事業の拡大、社会福祉財団設立、成果共有制、環境にやさしい事業体制の構築、共生戦略システム導入などを施行している。

## トラブル
- 1993年 グループ企業の太平洋建設がらみの外国為替管理法違反で逮捕され、失効猶予判決を受けた。2003年8月 ハンナラ党代表徐清源（ソ・チョングォン）議員への違法献金で在宅起訴されて罰金刑を受けた[9]。
- 2007年3月に、息子が居酒屋で喧嘩したことで、仕返しに暴力団を連れて居酒屋の従業員に暴行した[10]。6月5日に起訴され、その後執行猶予と社会奉仕が確定している[11]。
- 2011年1月 グループの秘密資金づくりに絡み、背任、横領などの容疑で逮捕された。2012年8月16日に、懲役4年、罰金51億ウォンの実刑判決がソウル西部地裁で下された[12]。2014年2月11日に、懲役3年、執行猶予5年、300時間の社会奉仕活動という判決がソウル高裁で下された[13]。